# Gaśno (osada leśna w województwie mazowieckim)
Gaśno – osada leśna (gajówka) w Polsce położona w województwie mazowieckim, w powiecie gostynińskim, w gminie Gostynin.
W latach 1975–1998 miejscowość należała administracyjnie do województwa płockiego.